# Joshua Fishman

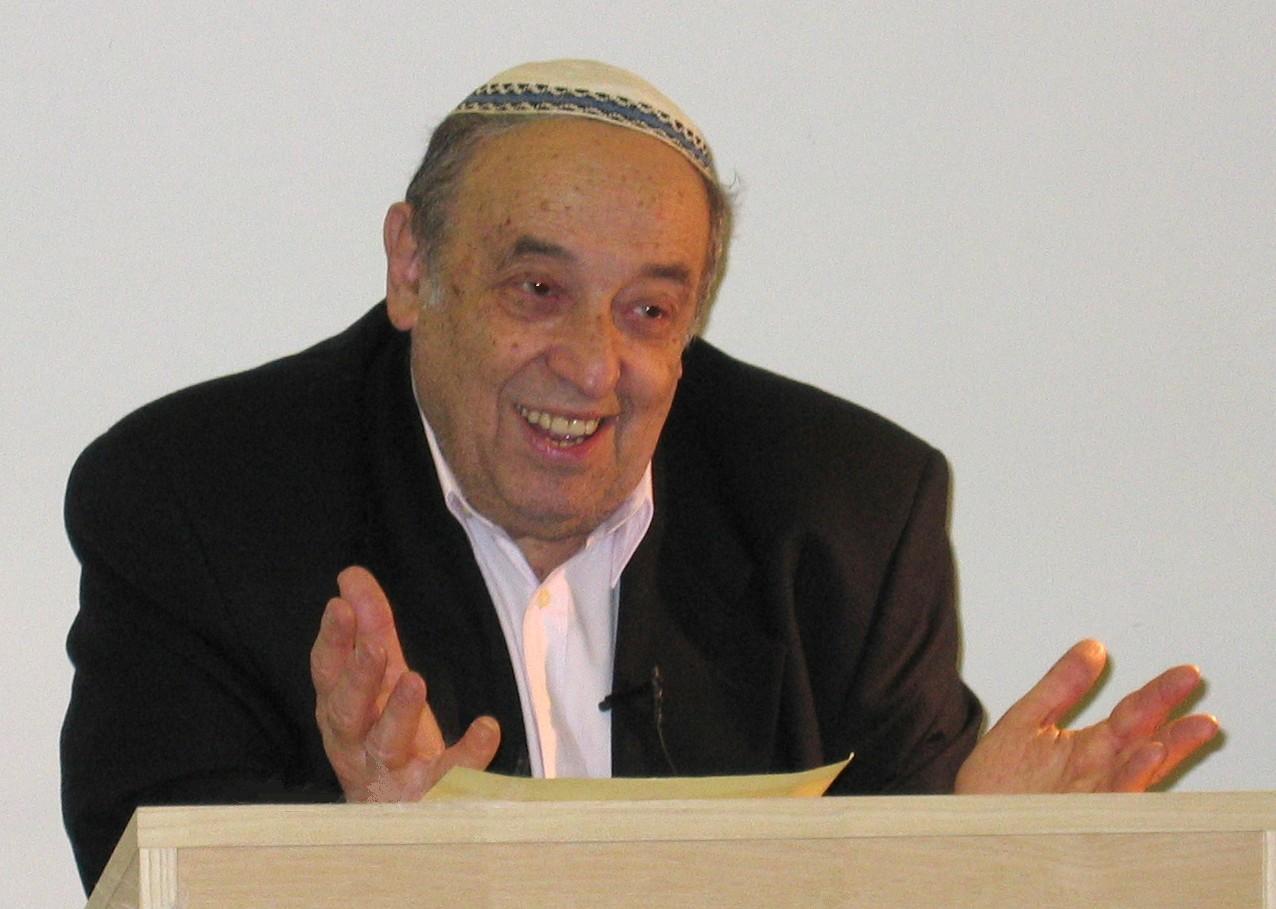
Joshua Fishman (2007)

Joshua Aaron Fishman (jiddisch שיקל פֿישמאַן Schikl Fischman; * 18. Juli 1926 in Philadelphia, Pennsylvania; † 1. März 2015 in New York City, New York) war ein US-amerikanischer Linguist, der sich mit Sprachsoziologie, Sprachplanung und zweisprachigem Unterricht befasste. 

## Leben
Fishman wuchs in Philadelphia auf, wo er in einer Schule des Arbeter-Ring Jiddisch lernte. Von 1944 bis 1948 studierte er Geschichte und Psychologie an der University of Pennsylvania. Anschließend studierte er Jiddisch bei Max Weinreich. 1951 wurde er vom Jewish Education Committee of New York angestellt und heiratete Gella Schweid. Zwei Jahre später schloss er seine Doktorarbeit in Sozialpsychologie an der Columbia-Universität in New York City ab. Der Titel der Arbeit lautete Negative Stereotypes Concerning Americans among American-born Children Receiving Various Types of Minority-group Education.
Er unterrichtete zuerst Sozialpsychologie am City College of New York. 1958 wurde er Professor für Psychologie an der University of Pennsylvania. Später erhielt Fishman eine Stelle als Professor für Psychologie und Soziologie an der Yeshiva University in New York, wo er auch als Dekan der Ferkauf Graduate School of Social Sciences and Humanities und als akademischer Vizepräsident diente; 1966 wurde er „Distinguished University Research Professor of Social Sciences“.
Nach seiner Emeritierung im Jahr 1988 engagierte er sich in mehreren anderen Institutionen. So war er „Visiting Professor“ and „Visiting Scholar“ an der School of Education, Applied Linguistics and Department of Linguistics, Stanford University, „Adjunct Professor of Multilingual and Multicultural Education“ an der School of Education, New York University, und „Visiting Professor of Linguistics“ am Graduate Center der City University of New York. Hinzu kamen Lehraufträge an über einem Dutzend weiterer Hochschulen, darunter dem Center for Advanced Study in the Behavioral Sciences in Stanford, CA, und am Institute for Advanced Study in Princeton, NJ.

## Werk
Fishman schrieb über 1000 Zeitschriftenbeiträge und Monographien. Darüber hinaus war er Herausgeber der Contributions to the Sociology of Language und entwickelte 1991 die Graded Intergenerational Disruption Scale (GIDS), um den Gefährdungsgrad bedrohter Sprachen einzuschätzen (siehe auch: EGIDS).